# Dragoste și moarte (film din 1971)
Dragoste și moarte (în japoneză 愛と死, transliterat: Ai to shi) este un film melodramatic japonez din 1971, regizat de Noboru Nakamura.

## Rezumat
Totul a început într-o zi însorită când Omiya a văzut-o pe Natsuko pe terenul de tenis. A fost captivat la prima vedere de frumusețea pură a fetei. Natsuko i-a fost prezentată ca logodnica lui Nojima, prietenul său de școală.
După mai multe întâlniri, Omiya a observat că relația dintre Natsuko și Nojima este foarte ciudată. Acest lucru a fost descoperit la petrecerea de ziua de naștere a fetei, la care a fost invitat. Natsuko nu dorea să se căsătorească cu Nojima și, mai mult, s-a despărțit complet de el și s-a apropiat cu toată inima de Omiya.
Tânărul este descurajat și confuz. Este gata să facă orice sacrificiu pentru ca Natsuko să se întoarcă la prietenul său. Mai ales că ea nu se potrivește deloc cu el. Omiya provine dintr-o familie simplă și săracă, în timp ce Natsuko este obișnuită cu luxul și bogăția. Dar cu cât Omiya dorea mai mult să fugă de dragoste, cu atât Natsuko devenea mai insistentă. Ea a fost prima care și-a dezvăluit sentimentele într-o scrisoare pe care i-a scris-o. Tânărul nu se mai putea ascunde, cu atât mai mult cu cât Nojima își dăduse deja seama că Natsuko era pierdută pentru el pentru totdeauna. Nojima îl bate pe Omiya, încercând să-și alunge din memorie amintirile unei iubiri nefericite.
Încep zile fericite pentru Omiya și Natsuko, care se despart zilnic cu greutate. El vorbește fetei despre munca lui și o însoțește la oceanariu. În ziua când decid să se căsătorească, Omiya află că a fost trimisă în mod neașteptat să lucreze într-un alt oraș, unde și-a dorit mult să ajungă. În timpul despărțirii, îndrăgostiții își scriu zilnic scrisori și numără cu nerăbdare zilele rămase până la reîntâlnirea lor.
În ajunul plecării ei, Omiya primește o telegramă care-l anunță că s-a întâmplat un eveniment ireparabil: Natsuko a murit într-o explozie în laborator. Omiya se duce să-și plângă iubita pe terenul de tenis unde a întâlnit-o prima dată. Terenul este pustiu, iar afară plouă ușor. Nojima se apropie în tăcere și deschide o umbrelă deasupra prietenului său. Cei doi își amintesc de ea.

## Distribuție
- Komaki Kurihara — Natsuko
- Katsutoshi Atarashi — Omiya
- Tadashi Yokouchi — Nojima, prietenul lui Omiya
- Chieko Higashiyama — bunica lui Omiya
- Shinsuke Ashida — tatăl lui Natsuko
- Toshie Kimura — Ikuyo Nakata
- Akiko Nomura — mama lui Nojima
- Junzaburō Ban — Jitsuzo Omiya

## Premiere
- Japonia — premiera națională a avut loc la 5 iunie 1971 la Tokyo[1]
- Uniunea Sovietică — filmul a fost proiectat pentru prima oară pe ecranele cinematografelor sovietice la 21 mai 1973.[com. 1][2]

## Comentarii
1. ↑  Filmul a fost difuzat în rețeaua cinematografică sovietică începând din 21 mai 1973, cf. hotărârii Goskino URSS nr. 2339/72 publicate în revista angajaților din rețeaua de distribuție a filmelor Новые фильмы nr. 5/1973, p. 24.